# Teichgebiet Biehla-Weißig
Das Naturschutzgebiet Teichgebiet Biehla-Weißig liegt im Landkreis Bautzen in Sachsen. Es erstreckt sich nördlich und nordöstlich von Biehla, einem Ortsteil der Stadt Kamenz. Nordöstlich des Gebietes liegt Weißig, ein Ortsteil der Gemeinde Oßling, und verläuft die S 92. Die S 94 verläuft westlich und die S 95 östlich. 

## Bedeutung
Das 824,6 ha große Gebiet mit der NSG-Nr. D 94 wurde im Jahr 2003 unter Naturschutz gestellt. 